# 빅커스 F.B.5

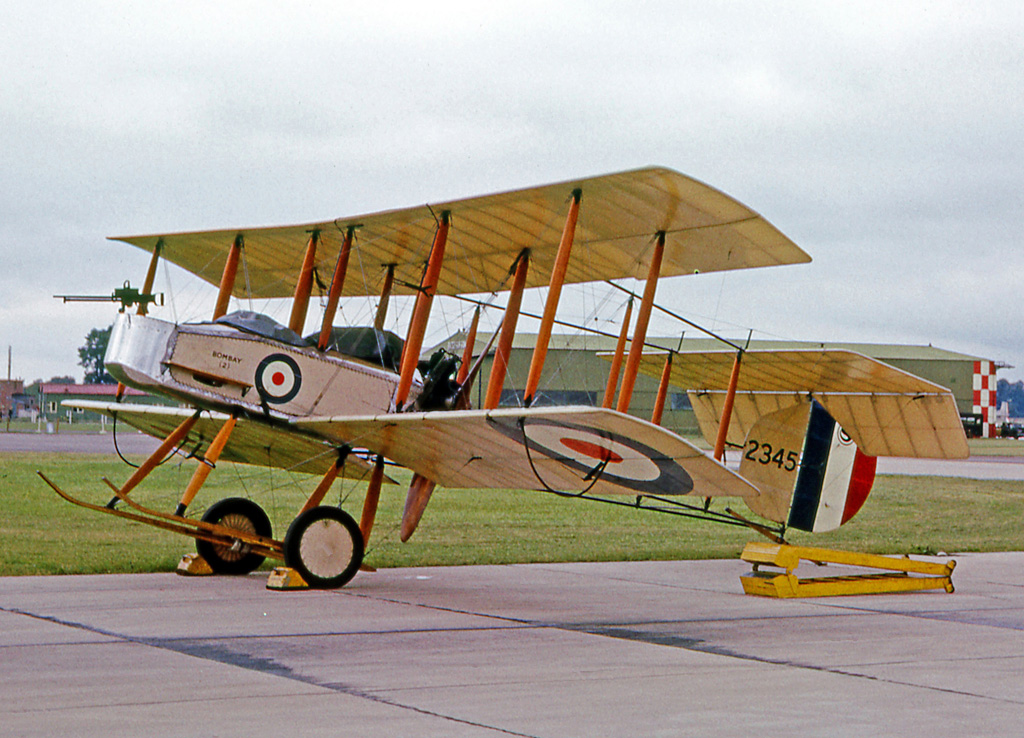
빅커스 F.B.5

빅커스 F.B.5(Vickers F.B.5, Vickers Fighting Biplane 5)는 제1차 세계 대전에 사용된 영국의 복좌식 군사 복엽기이며, 건버스(Gunbus)라고도 한다. 군사 복엽기는 비행기의 엔질실 앞에 관찰자 혹은 조종사가 직접 조작하는 .303구경(7.7) Lewis Gun기관총으로 무장했다. 그리고 공대공 전투용으로 만들어지고 세계 최초로 운영한 전투항공기이기도 하다.

## 역사
- E.F.B.2 (빅커스 타입 18)

Gnome Monosoupape 로터리 엔진을 단발로 장착한 100마력의 복좌식 복엽기이다.
이 비행기는 윗 날개를 휘도록 해서 조종을 가능하게 했다.
그 비행기의 엔진실은 큰 셀룰로이드 창문으로 장착되었고 한 자루의 빅커스 기관총을 장착하였다.
세계최초로 제작된 전투기이기도 하다.
그 비행기는 딱 한기 제작되었다.
- E.F.B.3 (빅커스 타입 18B)

날개 길이가 같고 보조익으로 조종하며 엔진실에 셀룰로이드 창문이 장착되지 않았다.
복엽전투기로 변경되었다.
- E.F.B4

모양이 "Destroyer"과 비슷하게 설계되었다.
만들어지지 않았다.
- E.F.B.5

E.F.B.3의 개선된 모델이다. RFC, RNAS(왕립 해상 공중 서비스)를 위해 6대가 만들어졌다.
- F.B.5

E.F.B.5의 직사각형 꼬리의 형태인 복엽기이다.
프랑스의 자동차회사 Darracq에 의해 75기가 제작되었고, 덴마크의 병기고 워크샵 Tøjhusvoerkstedt 에 의해 12대가 만들어졌다.
최소한 207대가 제작되었다.
- F.B.6

E.F.B.5의 차기 버전, 서로 같지 않은 날개와 위쪽날개에 보조익은 달은 복엽기이다.
딱 한기 제작되었다.
- F.B.9

F.B.5기를 개선한 것으로 엔진실을 유선화하고, 새로운 V자 같이 생긴 하부구조를 적용하고, 전통적인 날개 버팀케이블 대신에 유선형의 Rafwire 버팀줄을 사용했다.
95대 빅커스에 의해 제작되고, 24대 Darracq회사, 전부 119대 제작되었다.
- F.B.10

100마력 Isotta-Fraschini 엔진으로 교체된 모델
만들어지지 않았다.
- S.B.1

1914년 E.F.B.3를 기반으로 100마력 Anzani radial engine으로 교체한 훈련용 복엽기이다.
하지만 만들어지지 않았다.

## 개발과 디자인의 변천 과정
빅커스는 1912년 (정찰용으로 만들어져 자신의 나라로 들어오는)다른 비행기들을 격추시키려고 무장된 전쟁항공기의 개념을 실험했다.
첫 번째 작품인 비행기는 "Destoryer"로 나중의 "E.F.B.1"가 되었다.
"Destoryer"는 1913년 2월 Olympia Aero Show에서 처녀비행을 하다 추락했다.
E.F.B.1은 빅커스 사 의 첫 번째 "실험적인 전투 복엽기"이다. 이로 F.B.5가 유명해져 생산이 많이 되었던 편이다.
"Destoryer"가 실패하던 와중, 빅커스 사는 그들의 디자이너가 그려낸 고사포(비행기에 장착된 야포)가 아래에 달린 새로운 디자인처럼 개선되고 무장된 것을 추구하였다. 그것이 빅커스 타입18, 바로 Vickers E.F.B.2였다.이 비행기는 강철 튜브 구조로 만들어진 80마력과 9개 실린더, 로터리 엔진인 Gnome Monosoupape을 장착하고, 날개와 꼬리는 섬유로 덮히고, 큰 셀룰로이드 창문으로 엔진 옆을 덮고, 엔진에 가벼운 강철로 불릴만한 듀랄루민을 덧댄, 한 ('a two-bay')복엽기인 것이다.비행기에 반 원형 모양을 연상시키는 꼬리날개를 가지고 있을 때, 같지 않는 날개는 날개를 휘어서 좌우 방향을 바꿀수 있었고 동시에 비틀거리지도 않았다.덩달아 군비가 남아돌아서 E.F.B.2의 엔진 돌출부에 1정의 빅커스 기관총을 달고, 그 움직이기 불편하고 잘도 보이지 않는 곳에 사수를 잘 앉혀놓고, 실제로 Brookland에 1913년 11월 26일, 비행에 성공하였다.
곧이어 개발된 기종은 E.F.B.3기로 E.F.B.2기의 엔진에서 셀룰로이드 유리를 떼어내고, 날개를 같게 하면서 날개가 휘지 않도록 하고, 좌우 방향전환을 보조날개로 사용하였다.
그러던 와중 E.F.B.2기의 무장인 Lewis Gun은 벨트피드(탄띠송탄식)로 그 유연한 기관총의 문제를 해결하고난 뒤에, 더 가볍고, 더 조작하기 쉽고, 탄띠송탄식에서 휴대용으로 바꾼 드럼송탄식으로 바뀌어 드럼탄창이 끼워진 채로 장창되었다.
그렇게 개발을 거듭한 뒤 결국,1914년 7월 14일, 100마력에 9개 실린더, 로터리 엔진인 Gnome Monosoupape 가 두 프로펠러를 움직여 이전의 기종들인 "Destoryer", E.F.B.2, E.F.B.3과 비교하여 더 깨끗해지고, 더 간단하게 바뀐 F.B.5가 탄생했다.
F.B.5기는 총 224대가 제작되었고, 영국 빅커스가 119대, 프랑스와 덴마크로 각각 99대와 6대가 제작되었다.
그 후, F.B.5에서 더 개발된 비행기로 F.B.6가 있었는데, 그건 위쪽 날개가 더 길어진 것뿐, 한대만 제작되었다.
F.B.5의 차기 복엽기인 F.B.9은 엔진실이 더 유선화되었고, Lewis gun기관총을 다는 링을 더 개선시켰다.아마도 언제 링이 뿌셔져서 기관총을 떨어뜨렸나 보다.이 기종의 50대는 왕립비행협회에 연습기로 50대를 보냈고, 이것은 F.B.2b편대가 되었고 그 후 늦은 1915년 - 매우 빠른 1916년까지 돌아댕겼다.
그동안 F.B.2b편대는 적 영공에서 폭탄을 떨어뜨리기도 하였다고 전해진다.

## F.B.5기의 실제 출격 사례
첫 F.B.5기는 1914년 11월 왕립비행협회의 No. 6 Squadron에 보내졌다.그다음 1914년 12월 25, 성탄절날을 맞아 F.B.5기 번호 664 번이 조이스 그린 비행장을 이륙한다. 그리고 독일의 Taube moneplane기를 쐈지만 소이탄이 Lewis Gun에 걸려 고장난다.이 일은 F.B.5기가 처음으로 제공권을 장악한 웃으려 해도 웃지못할 일이다.
열여덞 일이 지나고, F.B.5기 번호 1621번이 성탄절날 승무원 부관 M.R chidson 과 D.C.W. Sanders가 프랑스의 독일진영 안에서 압박을 하려다 그대로 영국의 새로운 비행기는 적들의 손에 들어갔다.
1915년 7월 25일 몇개의 조로 나눠어진 왕립비행협회의 (대대가 되기 전 소대)11번 비행 소대가 프랑스 Villers-Bretonneux에서 세계최초 전투 비행 소대가 된다.
두 번째는 11소대중 G.S.M. Insall소위가 나는 동안 독일 비행기들을 격추시킨 데에 있어 1915년 11월 7일에 빅토리아 십자를 수상한 것이다.
이 일로 F.B.5기가 공중에서 다른 비행기의 격추를 시도했다는 것을 알 수 있다.
그 때의 초기 비행기들은 아주 유용했던 총을 달기 전에 프랑스에서 만들어진 엔진보다 신뢰성이 있는 영국에서 만들어진 Monesoupapes를 다는 등 많은 일들을 했었다.
비록 전면에 있는 목표물을 총으로 쏘는 것은 원래 설계 목적에 있지 않아 매우 모험적인 일이지만 말이다.
한 조종사/정찰사 팀인 Lional Rees와 Jasmes Mckinley Hargreaves가 이 기종에 대해 에이스가 된것은 아무것도 설명될 수 없다.
1915년이 끝나갈 무렵은 포커 아인데커, F.B.5를 압도하는 비행기로 1915년이 마무리가 되었다.
그렇게 말할 수 있는 이유는 어느날 1915년이 끝나가는 때에 프랑스의 물자가 풍부한 왕립비행기공장에 보내질 개선된 성능을 가진 F.B.9기를 보내려고 하였지만, 보류되었다가 F.B.시리즈의 적극적인 경력으로 간신히 보내져 훈련생들이 쓰곤 하였다는 것에서 생각할 수 있으리라 믿는다.